# Teresa Nowelska-Sabalczyk
Teresa Nowelska-Sabalczyk (ur. 15 października 1944 w Żwirbliszkach, w gm. Widze na Wileńszczyźnie, obecnie Białoruś, zm. 3 stycznia 2021) – polska artystka, zajmująca się malarstwem i tkaniną unikatową.

## Życiorys
Ukończyła Państwowe Liceum Technik Plastycznych w Gdyni Orłowie, a następnie w 1969 roku studia w Państwowej Wyższej Szkole Sztuk Plastycznych w Łodzi, w pracowni prof. Stanisława Fiałkowskiego. Po studiach, przez dziesięć lat mieszkała i tworzyła w Białymstoku, m.in. brała udział w międzynarodowych plenerach malarskich w Białowieży.
Pracowała jako projektant tkanin dekoracyjnych w Białostockich Zakładach Przemysłu Bawełnianego FASTY. Po zamieszkaniu w Chorzowie pracowała przez dziesięć lat jako nauczyciel plastyki w Szkole podstawowej nr 38 oraz w Gimnazjum nr 4.
Należała do Związku Polskich Artystów Plastyków oraz do Stowarzyszenia Chorzowskich Artystów Plastyków. Od 2000 roku była członkiem Rady Galerii Miejskiej MM w Chorzowie.
Prace w zbiorach: Muzeum w Białymstoku, Muzeum w Ciechanowcu, Muzeum Pożarnictwa w Mysłowicach, Muzeum w Chorzowie oraz w zbiorach prywatnych w kraju i zagranicą. Mąż, prof. dr hab. sztuk pięknych Manuel Sabalczyk, jest malarzem i projektantem.

## Nagrody i wyróżnienia
- 1975 – I nagroda Prezydenta Miasta Gdyni, za projekt na plenerze tkackim w Lisim Jarze
- 1975 – Wyróżnienie Izby Wełny, Gdynia – Lisi Jar
- 1978 – Nagroda Wojewody Katowickiego na wystawie X tego Pleneru Przemysłowego
- 1979 – wyróżnienie ZPAP na wystawie Julin 78 w Rzeszowie
- 1989 – Medal Zasłużony dla Kultury Miasta Chorzowa
- 1995 – Stypendium artystyczne Janineum w Wiedniu
- 2008 – Nagroda Prezydenta Miasta Chorzów w Dziedzinie Kultury, kategoria osiągnięć twórczych